# Laurent Gamet
Laurent Gamet (Vesoul, 7 agosto 1973) è un giurista e avvocato francese.
È specializzato in diritto del lavoro comparato, in particolare tra il diritto francese e quello italiano.

## Biografia
Laurent Gamet ha ricevuto la borsa di studio Lavoisier dal Ministero dell'Europa e degli Affari Esteri ed è entrato nell'Istituto Universitario europeo di Firenze nel 1997. Nel 2001, ha ricevuto il dottorato in legge con le congratulazioni unanimi della giuria e la sua tesi è stata pubblicata dalla LGDJ.
Il professor Laurent Gamet è anche iscritto all'Ordine degli Avvocati di Parigi ed esercita la professione di avvocato presso la Corte d'appello di Parigi. Ha prestato giuramento il 23 gennaio 2002 e, secondo il sito web della Doctrine, 262 sentenze si riferiscono a lui nel 2024. Lavora come avvocato per uno studio di settanta avvocati, di cui è socio fondatore. Nel 2004 ha vinto il primo premio del concorso internazionale di difesa dei diritti umani tenutosi al Memorial di Caen (Francia), in cui ha difeso il poeta cubano Raul Rivero.

## Carriera accademica

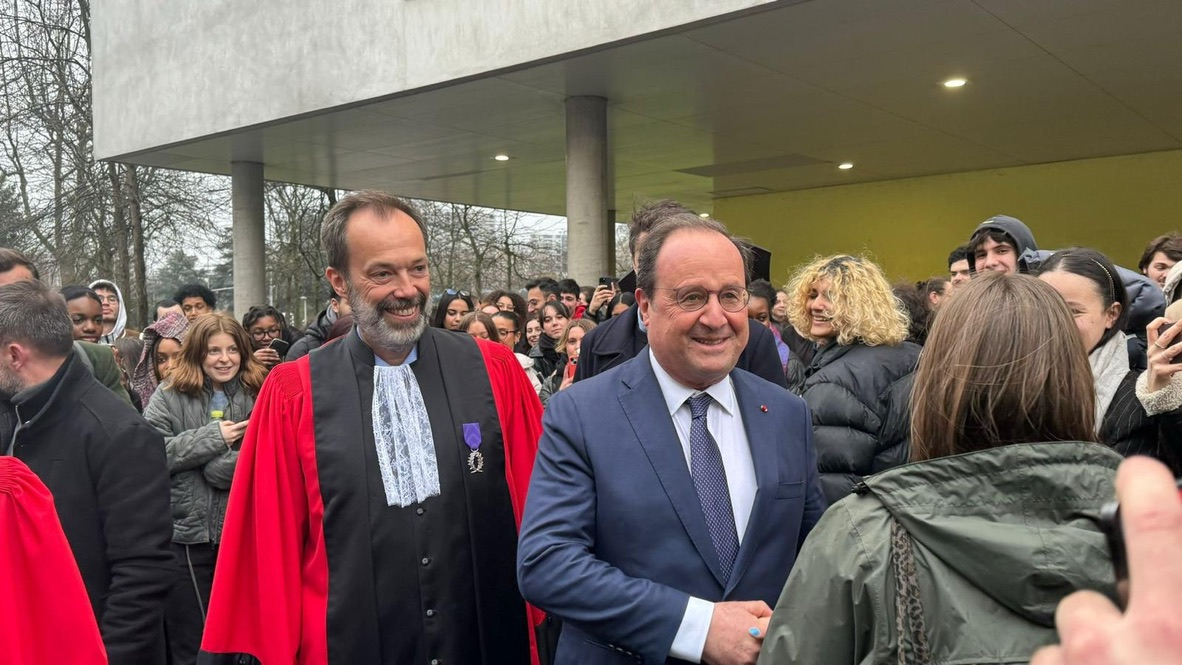
Visita alla Facoltà di Giurisprudenza del Presidente della Repubblica francese François Hollande (2012-2017) per una conferenza sull'Unione europea, alla presenza del Preside Laurent Gamet, nel 2024.

Laurent Gamet è professore ordinario (professeur des universités) di Diritto del lavoro nell’Università di Parigi XII e all'Istituto di studi politici di Parigi. La sua attività accademica si concentra sul diritto del lavoro, sul diritto penale del lavoro e sul diritto della sicurezza sociale. Dirige il Master in Diritto del lavoro dell'Università, che offre formazione ad avvocati, consulenti interni e ricercatori legali. 
Dal 2021, è decano della Facoltà di Giurisprudenza di Paris-Est ed è membro della conferenza dei decani di diritto e di scienze politiche. Dirige una facoltà che accoglie quasi quattromila studenti ogni anno e supervisiona l'insegnamento e la ricerca di oltre sessanta docenti di ruolo. È esperto del Consiglio superiore per la valutazione della ricerca e dell'istruzione superiore del Ministero francese dell'istruzione superiore. 
Dal 2025 è anche direttore del laboratorio di diritto privato dell'Université Paris-Est, che comprende quarantatré ricercatori, tra cui ventisei professori e diciassette dottorandi. La ricerca del laboratorio si concentra su individui e famiglia, proprietà e affari, contratti e obbligazioni, tecnologia digitale e nuove tecnologie, con la recente aggiunta di aree interdisciplinari come la responsabilità sociale delle imprese e le sfide dell'intelligenza artificiale. 

### Attività di ricerca europea e italiana
Il decano Laurent Gamet è anche presidente della sezione di diritto sociale della Société de législation comparée, un'importante associazione giuridica francese che esiste dal 1869. È stato responsabile, insieme al Prof. Achim Seifert (Università di Jena), del libro sul diritto sociale (direzione di un gruppo di lavoro di accademici europei) nell'ambito del progetto di elaborazione di un Codice europeo delle imprese (2017-2021, a cura del Prof. Philippe Dupichot), sotto l'egida dell'Associazione Capitant. 

Prof. Laurent Gamet è membro dell'Associazione italiana di Diritto del Lavoro e della Sicurezza Sociale. Durante la sua carriera accademica, è stato visiting professor presso le università di Palermo, Trento e Firenze. 

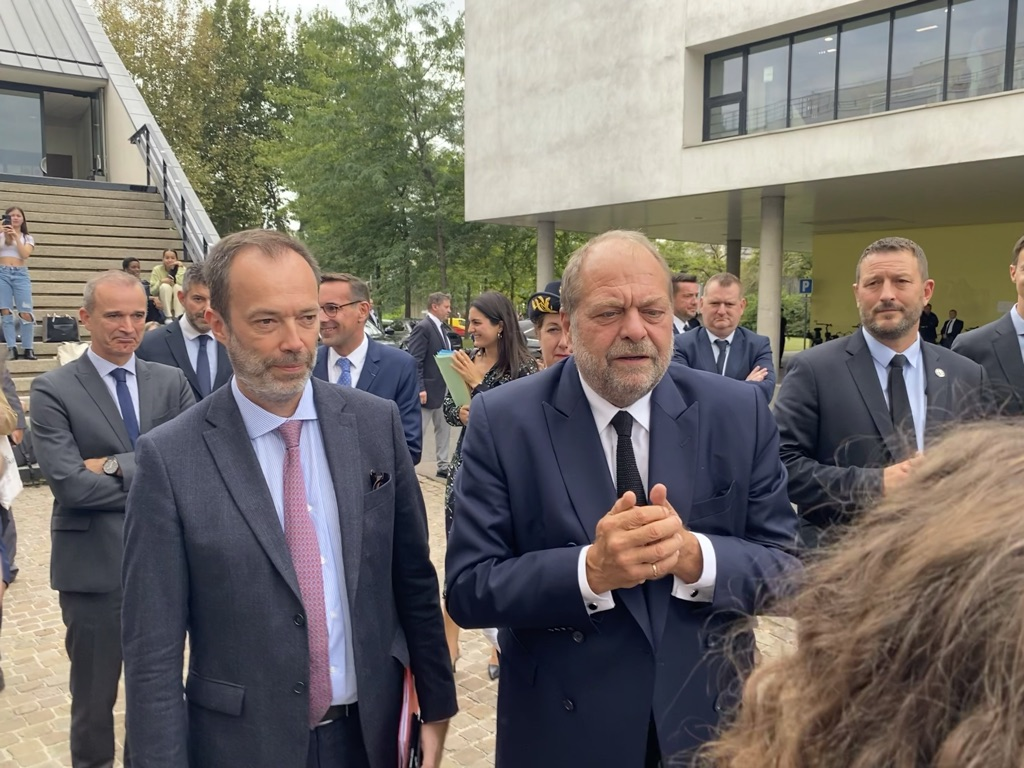
Il Ministro della Giustizia francese, accompagnato da Laurent Gamet, dal Prefetto di Val-de-Marne, dal Pubblico Ministero e dal Presidente del Tribunale di Créteil nel 2022.

In qualità di responsabile delle relazioni internazionali della Facoltà di Giurisprudenza e di membro del consiglio di amministrazione del laboratorio di diritto privato dell'Università Paris-Est, organizza giornate di diritto comparato franco-italiano in collaborazione con William Chiaromonte, professore associato di diritto del lavoro all'Università di Firenze. Le commemorazioni del trentesimo anniversario dell'assassinio dei giudici Falcone e Borsellino sono state organizzate su sua iniziativa presso la facoltà di legge di Parigi-Est nel settembre 2022, durante un simposio giuridico sulla lotta alle mafie, cui ha partecipato il ministro della Giustizia Eric Dupont-Moretti e rappresentanti diplomatici italiani.

## Pubblicazioni

### Opere

#### Libri pubblicate in italiano
- Laurent Gamet, Frammenti di diritto del lavoro, 2024.
- Laurent Gamet e Dr. William Chiaromonte, La rappresentanza dei lavoratori in Francia, Università degli studi Firenze, Ottobre 2018.

#### Libri pubblicati in francese
- (FR) Laurent Gamet, Christophe André e Robert Badinter, États de droits: mélanges en l'honneur de Dany Cohen, Dalloz, 2023, ISBN 978-2247223947.
- (FR) Laurent Gamet, Droit pénal de la sécurité et de la santé au travail, LexisNexis, 2021, ISBN 978-2-7110-3579-3.
- (FR) Laurent Gamet, Le droit du travail ivoirien, L'Harmattan, 2018, ISBN 978-2-343-14692-8.
- (FR) Laurent Gamet, Rupture du contrat de travail : licenciement, rupture conventionnelle, procédure, contentieux, Dalloz, 2011, ISBN 978-2247079148.
- (FR) Laurent Gamet, L'information et la consultation du comité d'entreprise lors des restructurations d'entreprises, Lamy, 2008, ISBN 978-2-247-06104-4.
- (FR) Laurent Gamet e Hubert Flichy, Licenciement : procédure, indemnités, contentieux, Dalloz, 2005, ISBN 978-2-247-06104-4.
- (FR) Laurent Gamet, Les contrats de travail conclus au titre des dispositifs publics de mise à l'emploi : contribution à l'étude des contrats de travail spéciaux, LGDJ, 2001, ISBN 978-2-275-02296-3.

##### Tesi di dottorato in diritto comparato italiano
- Supervisore della tesi : (FR) Didier Montingelli, Les transferts d'entreprises saisis par les droits du travail italien et français [Trasferimenti di imprese secondo il diritto del lavoro italiano e francese], 2024.

##### Raccolta di arringhe
- (FR) "Raul RIvero : la libertà et non la muerte", in 15e concours international de plaidoiries, Mémorial de Caen, 2004,  p. 75, ISBN 9782849110348.

### Principali articoli accademici
Tutte le pubblicazioni scientifiche sono elencate sul sito web del Ministero francese dell'Istruzione superiore. Collabora anche con il quotidiano francese Le Monde, per il quale scrive articoli, in particolare sull'istruzione superiore francese e sugli studi giuridici.

#### Selezione di articoli pubblicati in italiano
- Laurent Gamet, L’autonomia collettiva, in Lavoro Diritti Europa, 2024.
- Laurent Gamet, Il lavoratore e le due facce dell’algoritmo, in Lavoro Diritti Europa, 2024.
- Laurent Gamet, La questione sociale alla luce delle crisi contemporanee, in Lavoro Diritti Europa, 2024.
- Laurent Gamet, Esiste l'autonomia collettiva nel diritto francese, in Studi in onore di Alessandro Garilli, (ed. A. Bellavista, M. Marinelli), n. 2, Giappichelli, 2023,  p. 519.

#### Selezione di articoli pubblicati in francese
- (FR) Laurent Gamet e Dr. Francesco Di Noia, La représentation collective des travailleurs dans les entreprises italiennes, in Revue de droit du travail, n. 3, Dalloz, 2025,  p. 203.
- (FR) Laurent Gamet e Dr. Silvio Bologna, L'épineuse question du salaire minimum en Italie, in Droit Social, n. 6, Dalloz, 2024.
- (FR) Laurent Gamet, Liberté d’expression patronale et liberté syndicale, in Semaine sociale, n. 2046, Lamy, 2023.
- (FR) Laurent Gamet, Représentation des salaries et fusions internationales, in Jurisclasseur, fasc. 15-76, 2022.
- (FR) Laurent Gamet, Le travail forcé en Chine, in Droit social, Dalloz, 2021.
- (FR) Laurent Gamet, Des chiffres et des êtres, in Droit social, Dalloz, 2020.
- (FR) Laurent Gamet, Glottophobie et droit du travail, in Droit social, Dalloz, 2019.
- (FR) Laurent Gamet, Les gilets jaunes et la question sociale, in Droit social, Dalloz, 2019.
- (FR) Laurent Gamet, Biométrie et travail, in Droit social, Dalloz, 2019.
- (FR) Laurent Gamet, Le livreur à vélo, la plateforme et le droit du travail, in Actualité juridique, 2019.
- (FR) Laurent Gamet, L’Eglise catholique, le travail et les travailleurs, in Droit social, Dalloz, 2018.